# Sengeløse Kommune
| Strukturdaten     | Strukturdaten         |
| ----------------- | --------------------- |
| Gemeindenummer    | 177                   |
| Fläche            | ? km²                 |
| Einwohner         | 2.132 (1972)          |
| Kommune seit 1974 | Høje-Taastrup Kommune |

Sengeløse Kommune war von 1. April 1970 bis 31. März 1974 eine dänische Kommune im damaligen Københavns Amt auf der Insel Seeland. Am 1. April 1974 wurde sie mit der „alten“ Høje-Taastrup Kommune zur neuen Høje-Taastrup Kommune vereinigt.